# Ян Гринковський
Ян Пйотр Гринковський (пол. Jan Piotr Hrynkowski; 15 червня 1891, Желехів Великий — 21 березня 1971, Краків) — польський живописець, графік і сценограф; член угрупуваннь «Формісти» і «Бунт», один із засновників Художнього цеху «Одноріг» у Кракові.

## Біографія
Народився 15 червня 1891 року в селі Желехові Великому (тепер Великосілки Львівського району Львівської області). Навчався у Львівській художньо-промисловій школі, Академії образотворчих мистецтв у Кракові (викладачі: Станіслав Дембицький, Юзеф Панкевич, Войцех Вейс). У 1921–1922 роках у Парижі вивчав декоративний живопис. 
Після другої світової війни мешкав у Кракові, працював сценографом. Помер у Кракові 21 березня 1971 року.

## Творчість
Займався живописом, художньою графікою, плакатом і сценографією. 
Брав участь у мистецьких виставках у Кракові, Львові, Лодзі, Варшаві, Празі, Ризі.